# Progressione del record italiano del decathlon maschile
La voce seguente illustra la progressione del record italiano del decathlon maschile di atletica leggera.

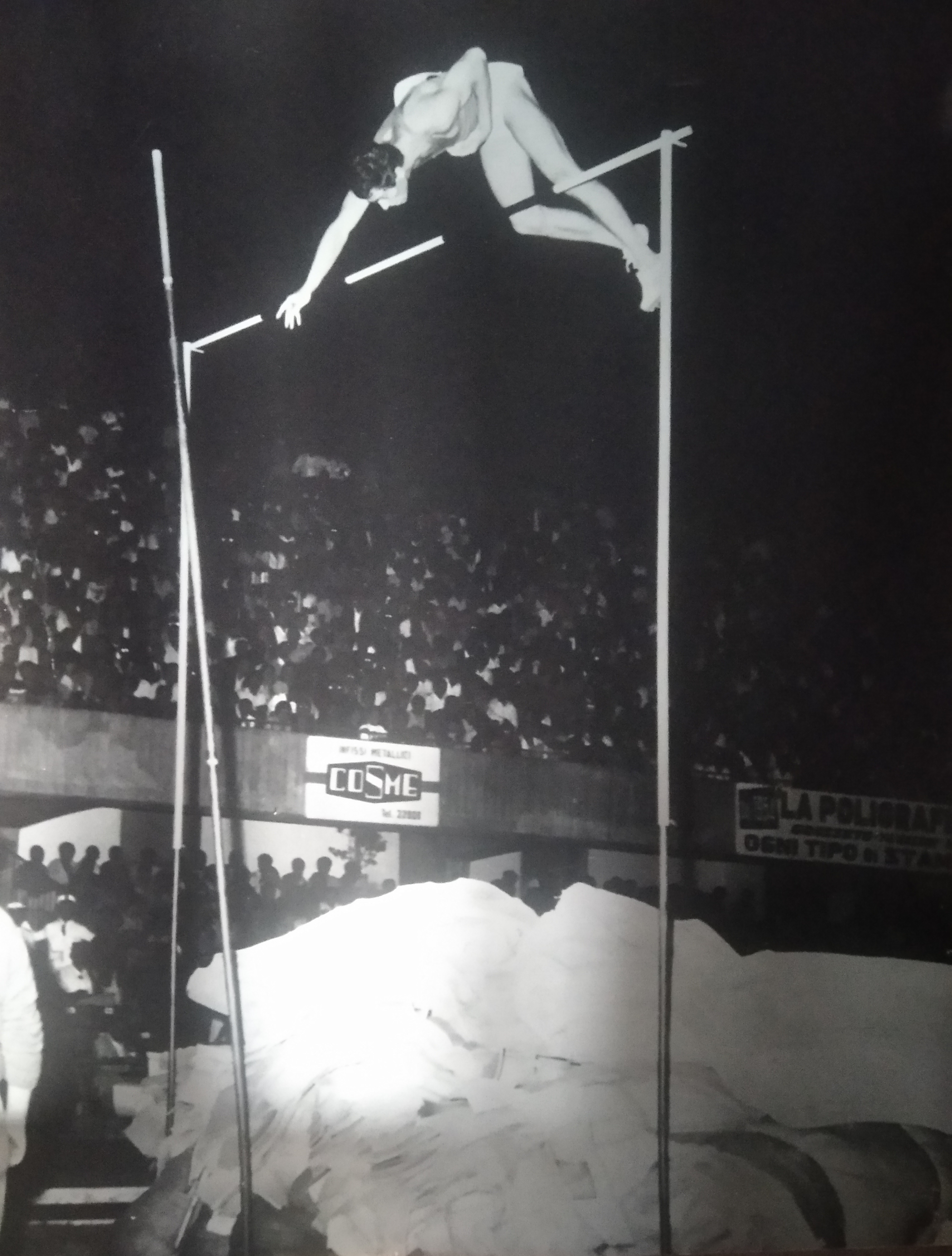
Sergio Rossetti, Detentore del primato italiano nel 1966 e dal 1968 al 1971

Il primo record italiano maschile in questa disciplina venne ratificato il 20-21 agosto 1920. Il calcolo dei punteggi è variato nel corso degli anni, la prima volta nel 1934, poi nel 1952, nel 1964 e infine nel 1985. La successione delle discipline è sempre rimasta invariata: per la prima giornata, 100 metri piani, salto in lungo, getto del peso, salto in alto e 400 metri piani, mentre nella seconda giornata si susseguono 110 metri ostacoli, lancio del disco, salto con l'asta, lancio del giavellotto e 1500 metri piani.

## Progressione

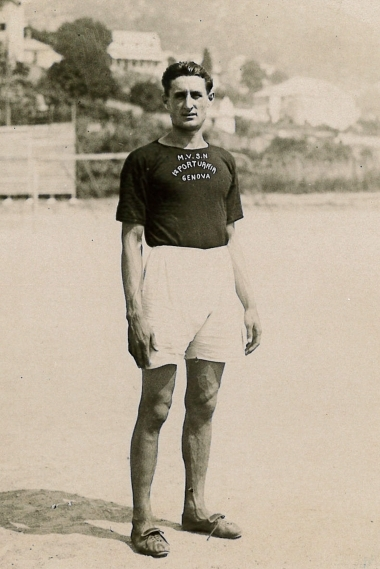
Giacomo Carlini, detentore del record italiano dal 1930 al 1942.

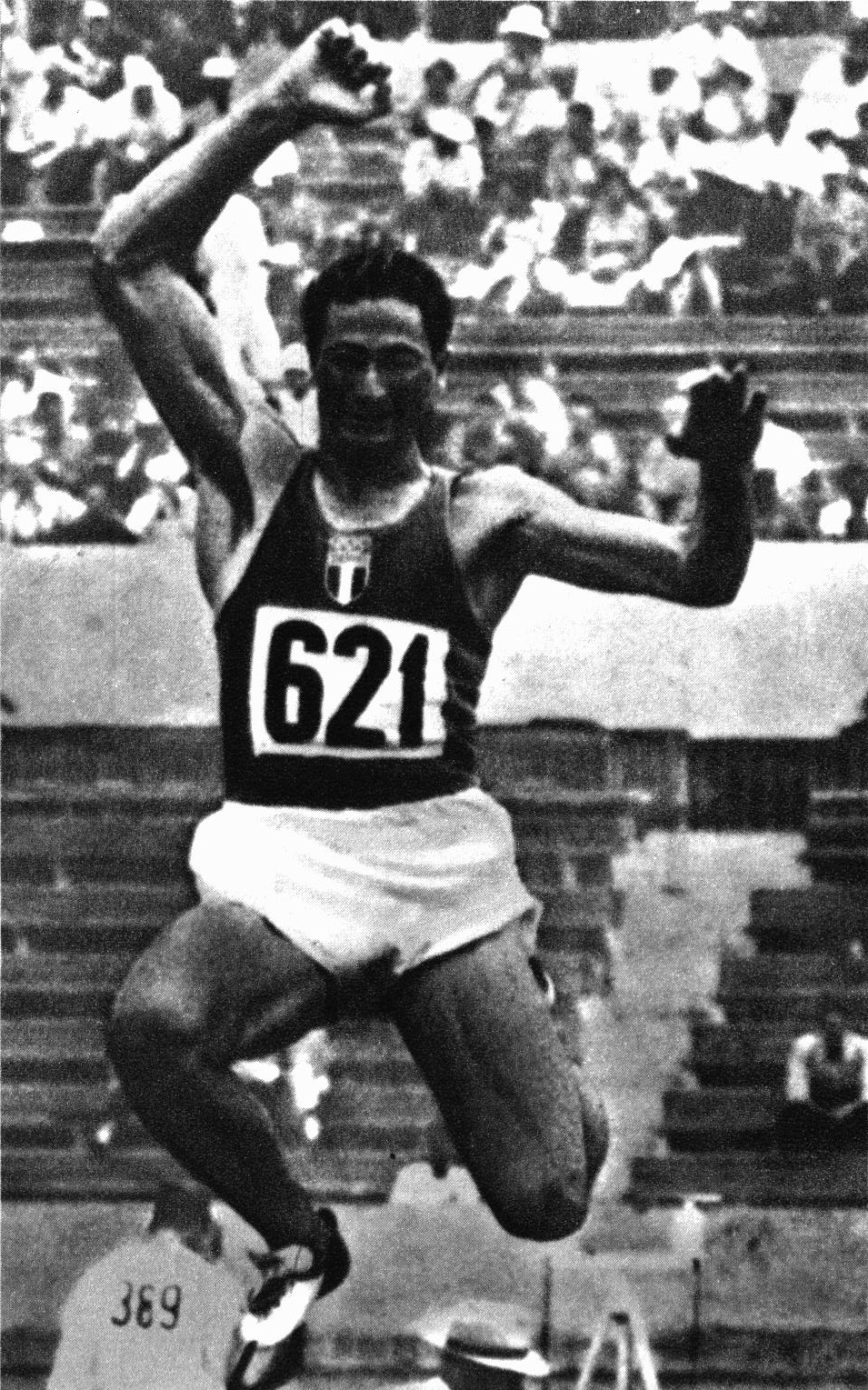
Franco Sar, detentore del record italiano dal 1959 al 1975.

Alessandro Brogini, detentore del record italiano dal 1980 al 1982.

| Misura         | Atleta                                                                                       | Punteggio                                                                                  | Luogo                                                                                      | Data                                                                                       | Note  |
| -------------- | -------------------------------------------------------------------------------------------- | ------------------------------------------------------------------------------------------ | ------------------------------------------------------------------------------------------ | ------------------------------------------------------------------------------------------ | ----- |
| Tabella 1912-B |                                                                                              |                                                                                            |                                                                                            |                                                                                            |       |
| 3314,82 p.     | Carlo Butti                                                                                  | Sport Club Italia                                                                          | Anversa                                                                                    | 20-21 agosto 1920                                                                          |       |
| 3314,82 p.     | 12"3/5 - 5,74 m - 10,61 m - 1,55 m - 58"0 / 19"0 - ritirato                                  |                                                                                            |                                                                                            |                                                                                            |       |
| 3765,258 p.    | Vincenzo Lenci                                                                               | Esperia Sao Paulo                                                                          | San Paolo                                                                                  | 30-31 ottobre 1920                                                                         |       |
| 3765,258 p.    | 12"1/5 - 5,47 m - 7,385 m - 1,538 m - 59"0 / 20"2/5 - 20,52 m - 2,282 m - 32,20 m - 5'09"3/5 |                                                                                            |                                                                                            |                                                                                            |       |
| 6177,80 p.     | Adolfo Contoli                                                                               | Virtus Atletica Bologna                                                                    | Milano                                                                                     | 23-24 settembre 1922                                                                       |       |
| 6177,80 p.     | 11"3/5 - 6,21 m - 10,64 m - 1,60 m - 55"2/5 / 16"4/5 - 31,10 m - 3,13 m - 43,70 m - 5'06"0   |                                                                                            |                                                                                            |                                                                                            |       |
| 6671,80 m      | Adolfo Contoli                                                                               | Virtus Atletica Bologna                                                                    | Milano                                                                                     | 7-8- giugno 1924                                                                           |       |
| 6671,80 m      | 11"3/5 - 6,48 m - 10,95 m - 1,699 m - 57"0 / 16"4/5 - 35,515 m - 3,30 m - 46,80 m - 5'03"0   | 11"3/5 - 6,48 m - 10,95 m - 1,699 m - 57"0 / 16"4/5 - 35,515 m - 3,30 m - 46,80 m - 5'03"0 | 11"3/5 - 6,48 m - 10,95 m - 1,699 m - 57"0 / 16"4/5 - 35,515 m - 3,30 m - 46,80 m - 5'03"0 | 11"3/5 - 6,48 m - 10,95 m - 1,699 m - 57"0 / 16"4/5 - 35,515 m - 3,30 m - 46,80 m - 5'03"0 | [ 1 ] |
| 7237,55 p.     | Giacomo Carlini                                                                              | Gruppo Sportivo Nafta                                                                      | Genova                                                                                     | 25-26 ottobre 1930                                                                         |       |
| 7237,55 p.     | 11"0 - 6,40 m - 10,87 m - 1,65 m - 51"2 / 15"0 - 36,46 m - 3,00 m - 49,70 m - 4'41"0         |                                                                                            |                                                                                            |                                                                                            |       |
| Tabella 1934   |                                                                                              |                                                                                            |                                                                                            |                                                                                            |       |
| 6595 p.        | Giacomo Carlini                                                                              | Gruppo Sportivo Nafta                                                                      | Genova                                                                                     | 25-26 ottobre 1930                                                                         | [ 2 ] |
| 6595 p.        | 11"0 - 6,40 m - 10,87 m - 1,65 m - 51"2 / 15"0 - 36,46 m - 3,00 m - 49,70 m - 4'41"0         |                                                                                            |                                                                                            |                                                                                            |       |
| 6653 p.        | Alberto Paolone                                                                              | GUF Napoli                                                                                 | Parma                                                                                      | 1-2 agosto 1942                                                                            |       |
| 6653 p.        | 11"2 - 6,19 m - 13,74 m - 1,80 m - 52"2 / 16"3 - 36,74 m - 3,00 m - 51,11 m - 4'50"4         |                                                                                            |                                                                                            |                                                                                            |       |
| Tabella 1952   |                                                                                              |                                                                                            |                                                                                            |                                                                                            |       |
| 5974 p.        | Giacomo Carlini                                                                              | Gruppo Sportivo Nafta                                                                      | Genova                                                                                     | 25-26 ottobre 1930                                                                         | [ 3 ] |
| 5974 p.        | 11"0 - 6,40 m - 10,87 m - 1,65 m - 51"2 / 15"0 - 36,46 m - 3,00 m - 49,70 m - 4'41"0         |                                                                                            |                                                                                            |                                                                                            |       |
| 6036 p.        | Franco Radman                                                                                | Virtus Lucca                                                                               | Lucca                                                                                      | 29-30 giugno 1957                                                                          | [ 4 ] |
| 6036 p.        | 11"1 - 6,71 m - 10,41 m - 1,70 m - 52"6 / 15"5 - 35,35 m - 3,20 m - 52,54 m - 4'48"1         |                                                                                            |                                                                                            |                                                                                            |       |
| 6110 p.        | Franco Sar                                                                                   | Gruppo Sportivo Monteponi                                                                  | Firenze                                                                                    | 18-19 aprile 1959                                                                          |       |
| 6110 p.        | 11"6 - 6,38 m - 13,54 m - 1,70 m - 53"1 / 15"3 - 43,03 m - 3,20 m - 52,54 m - 4'48"1         |                                                                                            |                                                                                            |                                                                                            |       |
| 6286 p.        | Franco Sar                                                                                   | Gruppo Sportivo Monteponi                                                                  | Pescara                                                                                    | 23-24 maggio 1959                                                                          |       |
| 6286 p.        | 11"2 - 6,46 m - 12,38 m - 1,75 m - 52"4 / 15"0 - 44,47 m - 3,50 m - 45,86 m - 4'57"7         |                                                                                            |                                                                                            |                                                                                            |       |
| 6394 p.        | Franco Sar                                                                                   | Gruppo Sportivo Monteponi                                                                  | Duisburg                                                                                   | 18-19 luglio 1959                                                                          |       |
| 6394 p.        | 11"5 - 6,39 m - 13,60 m - 1,75 m - 52"1 / 15"0 - 44,96 m - 3,60 m - 49,84 m - 5'03"0         |                                                                                            |                                                                                            |                                                                                            |       |
| 6733 p.        | Franco Sar                                                                                   | Gruppo Sportivo Monteponi                                                                  | Bari                                                                                       | 3-4 ottobre 1959                                                                           |       |
| 6733 p.        | 11"2 - 6,40 m - 13,07 m - 1,78 m - 51"3 / 14"9 - 45,29 m - 3,80 m - 51,45 m - 4'56"3         |                                                                                            |                                                                                            |                                                                                            |       |
| 7019 p.        | Franco Sar                                                                                   | Gruppo Sportivo Monteponi                                                                  | Formia                                                                                     | 7-8 novembre 1959                                                                          |       |
| 7019 p.        | 11"4 - 6,79 m - 14,54 m - 1,70 m - 51"6 / 14"8 - 47,89 m - 3,80 m - 53,61 m - 4'49"9         |                                                                                            |                                                                                            |                                                                                            |       |
| 7195 p.        | Franco Sar                                                                                   | Gruppo Sportivo Monteponi                                                                  | Roma                                                                                       | 5-6 settembre 1960                                                                         |       |
| 7195 p.        | 11"4 - 6,69 m - 13,89 m - 1,80 m - 51"3 / 14"7 - 49,58 m - 3,80 m - 55,74 m - 4'49"2         |                                                                                            |                                                                                            |                                                                                            |       |
| 7343 p.        | Franco Sar                                                                                   | Snam San Donato                                                                            | Formia                                                                                     | 26-27 ottobre 1963                                                                         |       |
| 7343 p.        | 11"1 - 6,33 m - 13,39 m - 1,86 m - 51"1 / 14"4 - 46,36 m - 4,10 m - 57,86 m - 4'58"0         |                                                                                            |                                                                                            |                                                                                            |       |
| Tabella 1964   |                                                                                              |                                                                                            |                                                                                            |                                                                                            |       |
| 7346 p.        | Franco Sar                                                                                   | Snam San Donato                                                                            | Formia                                                                                     | 26-27 ottobre 1963                                                                         | [ 5 ] |
| 7346 p.        | 11"1 - 6,33 m - 13,39 m - 1,86 m - 51"1 / 14"4 - 46,36 m - 4,10 m - 57,86 m - 4'58"0         |                                                                                            |                                                                                            |                                                                                            |       |
| 7368 p.        | Franco Sar                                                                                   | Lilion Snia Varedo                                                                         | Formia                                                                                     | 16-17 ottobre 1965                                                                         |       |
| 7368 p.        | 11"3 - 6,41 m - 14,25 m - 1,81 m - 50"9 / 14"4 - 46,88 m - 4,20 m - 56,41 m - 4'54"8         |                                                                                            |                                                                                            |                                                                                            |       |
| 6980 p.        | Sergio Rossetti                                                                              | Fiamme Gialle Roma                                                                         | Formia                                                                                     | 22-23 ottobre 1966                                                                         |       |
| 6.559 p.       | Sergio Rossetti                                                                              | Fiamme Gialle Roma                                                                         | Salerno                                                                                    | 26-27 ottobre 1968                                                                         |       |
| 6.789 p.       | Sergio Rossetti                                                                              | Fiamme Gialle Roma                                                                         | Forlì                                                                                      | 18-19 ottobre 1969                                                                         |       |
| 6.495 p.       | Sergio Rossetti                                                                              | Fiamme Gialle Roma                                                                         | Rovereto                                                                                   | 12-13 settembre 1970                                                                       |       |
| 7.037 p.       | Sergio Rossetti                                                                              | Fiamme Gialle Roma                                                                         | Roma                                                                                       | 25-26 settembre 1971                                                                       |       |
| 7.037 p.       | 11"1 - 7,14 - 11,84 - 1,98 - 51"6 - 15"5 - 43,30 - 4,75 - 56,08 - 4'37"1                     |                                                                                            |                                                                                            |                                                                                            |       |
| 7573 p.        | Gianni Modena                                                                                | Gruppo Sportivo Fiamme Oro                                                                 | Parigi                                                                                     | 7-8 giugno 1975                                                                            |       |
| 7573 p.        | 10"8 - 7,59 m - 11,62 m - 1,98 m - 50"6 / 15"0 - 37,44 m - 4,10 m - 54,82 m - 4'31"7         |                                                                                            |                                                                                            |                                                                                            |       |
| 7704 p.        | Alessandro Brogini                                                                           | Cassa di Risparmio La Spezia                                                               | Copenaghen                                                                                 | 21-22 giugno 1980                                                                          |       |
| 7704 p.        | 11"22 - 7,27 m - 12,95 m - 2,09 m - 51"39 / 14"90 - 41,82 m - 4,00 m - 56,10 m - 4'23"0      |                                                                                            |                                                                                            |                                                                                            |       |
| 7734 p.        | Hubert Indra                                                                                 | LGS Raiffeisen                                                                             | Donnas                                                                                     | 18-19 agosto 1982                                                                          |       |
| 7734 p.        | 11"4 - 7,14 m - 13,67 m - 1,92 m - 51"4 / 14"6 - 43,04 m - 4,50 m - 62,42 m - 4'31"7         |                                                                                            |                                                                                            |                                                                                            |       |
| Tabella 1985   |                                                                                              |                                                                                            |                                                                                            |                                                                                            |       |
| 7704 p.        | Hubert Indra                                                                                 | LGS Raiffeisen                                                                             | Donnas                                                                                     | 18-19 agosto 1982                                                                          | [ 6 ] |
| 7704 p.        | 11"4 - 7,14 m - 13,67 m - 1,92 m - 51"4 / 14"6 - 43,04 m - 4,50 m - 62,42 m - 4'31"7         |                                                                                            |                                                                                            |                                                                                            |       |
| 7729 p.        | Marco Rossi                                                                                  | Gruppo Sportivo Fiamme Oro                                                                 | Bolzano                                                                                    | 28-29 agosto 1985                                                                          |       |
| 7729 p.        | 10"90 - 7,11 m - 13,33 m - 1,94 m - 49"30 / 14"80 - 44,36 m - 4,50 m - 49,26 m - 4'28"15     |                                                                                            |                                                                                            |                                                                                            |       |
| 7761 p.        | Marco Rossi                                                                                  | Gruppo Sportivo Fiamme Oro                                                                 | Götzis                                                                                     | 18-19 giugno 1988                                                                          |       |
| 7761 p.        | 10"94 - 7,05 m - 13,80 m - 1,96 m - 49"11 / 14"52 - 42,34 m - 4,40 m - 51,30 m - 4'22"95     |                                                                                            |                                                                                            |                                                                                            |       |
| 7763 p.        | Marco Baffi                                                                                  | Snam Gas Metano                                                                            | Brescia                                                                                    | 18-19 maggio 1991                                                                          |       |
| 7763 p.        | 11"26 - 7,08 m - 13,88 m - 2,03 m - 49"58 / 15"34 - 44,84 m - 4,70 m - 52,80 m - 4'34"08     |                                                                                            |                                                                                            |                                                                                            |       |
| 7839 p.        | Ubaldo Ranzi                                                                                 | Gruppo Sportivo Fiamme Azzurre                                                             | Bologna                                                                                    | 2-3 agosto 1993                                                                            |       |
| 7839 p.        | 10"96 - 7,12 m - 13,01 m - 2,00 m - 48"87 / 14"94 - 41,12 m - 4,80 m - 56,74 m - 40'35"85    |                                                                                            |                                                                                            |                                                                                            |       |
| 8031 p.        | Beniamino Poserina                                                                           | Gruppo Sportivo Fiamme Azzurre                                                             | Bologna                                                                                    | 24-25 maggio 1996                                                                          |       |
| 8031 p.        | 11"02 - 7,12 m 14,64 m - 2,00 m - 48"44 / 14"58 - 45,34 m - 4,40 m - 58,22 m - 4'28"06       |                                                                                            |                                                                                            |                                                                                            |       |
| 8169 p.        | Beniamino Poserina                                                                           | Gruppo Sportivo Fiamme Azzurre                                                             | Formia                                                                                     | 5-6 ottobre 1996                                                                           |       |
| 8169 p.        | 10"93 - 7,43 m - 13,99 m - 1,99 m - 48"82 / 14"60 - 44,34 m - 5,00 m - 58,88 m - 4'36"94     |                                                                                            |                                                                                            |                                                                                            |       |
| 8218 p.        | Dario Dester                                                                                 | Centro Sportivo Carabinieri                                                                | Monaco di Baviera                                                                          | 15-16 agosto 2022                                                                          | [ 7 ] |
| 8218 p.        | 10"81 - 7,46 m - 14,56 m - 2,02 m - 47"90 m / 14"44 - 43,04 m - 4,90 m - 57,24 m - 4'41"63   |                                                                                            |                                                                                            |                                                                                            |       |
| 8235 p.        | Dario Dester                                                                                 | Centro Sportivo Carabinieri                                                                | Roma                                                                                       | 10-11 giugno 2024                                                                          |       |
| 8235 p.        | 10"76 - 7,32 m - 12,43 m - 2,02 m - 48"43 m / 14"28 - 41,00 m - 4,90 m - 63,66 m - 4'23"36   |                                                                                            |                                                                                            |                                                                                            |       |